# Robert H. Milroy
Robert Huston Milroy (11 juin 1816 - 29 mars 1890) est un homme de loi, juge, et général dans l'armée de l'Union pendant la guerre de Sécession. Il est connu pour la sévérité de son occupation de la ville de Winchester, en Virginie, ville dont il est chassé par les troupes confédérées lors de la seconde bataille de Winchester, le 15 mai 1863, durant la campagne de Gettysburg.

## Jeunesse
Milroy naît le 11 juin 1816 dans une ferme du hameau de Canton, à 8 km de Salem, dans l'Indiana. Il est le fils de Samuel et Martha (Huston) Milroy. Sa famille s'installe ensuite, en 1826, dans le comté de Carroll. Il suit un stage à l'académie militaire de Norwich, dans le Vermont, en 1843. Robert Huston Milroy est nommé capitaine du 1st Indiana Volunteers le 20 juin 1846. Il passe deux ans au Texas durant la guerre américano-mexicaine. Il revient dans l'est, et devient capitaine du 1er régiment de Volontaires de l'Indiana de 1846 à 1847. Il obtient un diplôme de droit de l'Université d'Indiana en 1850 et devient avocat et juge de la petite ville de Rensselaer, dans l'Indiana, où il installe sa famille en 1854.

## Guerre de Sécession
Juste avant l'investiture d'Abraham Lincoln à la présidence, Milroy recrute parmi ses concitoyens de Rensselaer suffisamment d'hommes pour former une compagnie pour la 9e milice de l'Indiana, dont il est nommé capitaine après la bataille de Fort Sumter, ayant eu lieu le 16 avril 1861 et marquant le début de la guerre de Sécession. Dès le 27 avril 1861, il quitte la milice pour l'armée fédérale où il est nommé au poste de colonel du 9e régiment d'infanterie de l'Indiana le 23 avril 1861.
Il quitte une première fois le service actif le 27 juillet 1861 après un engagement de 90 jours. Il est nommé de nouveau colonel du 9th Indiana Infantry le 27 août 1861. Il participe à la bataille de Camp Alleghany.
Il prend part ensuite à la campagne de Virginie-Occidentale menée par le major-général George McClellan, et est promu brigadier-général le 3 septembre 1861 ; il est alors à la tête du district de Cheat Mountain du Mountain Department, et commande une brigade pendant la  campagne de la vallée de Shenandoah de 1862 victorieusement menée par le général confédéré Stonewall Jackson contre les troupes fédérales. Le 8 mai 1862, lors de la bataille de McDowell, Milroy lance ses hommes dans une attaque "à la Pyrrhus" contre les troupes de Stonewall Jackson ; il déstabilise l'ennemi un moment, mais ne peut arriver à le mettre en fuite. Il participe à la bataille de Cross Keys en tant que commandant d'un brigade dans l'armée du général Frémont .
Sous le commandement de John Pope, Milroy commande une autre brigade de l'armée fédérale, lors de la seconde bataille de Bull Run. Il est nommé major-général en mars 1863,.
Début janvier 1863, Milroy, à la tête la seconde division du VIII° Corps, arrive à Winchester, en Virginie. Il y atteint un sommet dans son impopularité : commandant de la place et des troupes d'occupation, il fait appliquer la loi martiale avec la dernière rigueur et l'aggrave même par des mesures arbitraires. « Dans cette ville..., ma volonté est la loi absolue [...] Je sens en moi une forte disposition à jouer le tyran au milieu de ces traîtres », écrit-il dans une lettre du 18 janvier 1863. Outre les exécutions sommaires, il lui est reproché de laisser maltraiter les "South ladies". Il aurait justifié cela en déclarant que « l'enfer n'est pas assez plein, il faudrait le combler avec ces femmes sécessionnistes de Winchester » . Il faut dire que début janvier 1863, l'application de la proclamation d'émancipation débute, que Milroy, psycho-rigide et abolitionniste convaincu, veut faire de Winchester un exemple - et qu'il se heurte à une population féminine (les hommes sont presque tous au combat) nombreuse, cultivée, habile à exploiter toutes ses erreurs, et n'hésitant pas à se victimiser .
La politique de répression systématique de Milroy à l'encontre des habitants est telle - la maison de James M. Mason, représentant de la Confédération auprès du gouvernement britannique, est rasée, ainsi que de nombreuses autres, la population est pillée et affamée, etc. - qu'il s'aliène même ceux qui étaient pro-unionistes et son service de renseignements ne peut en obtenir aucune aide. Ainsi, il n'est pas averti de l'approche en force de Richard Stoddert Ewell à la tête de l'avant-garde des sudistes lancés dans leur campagne d'invasion de la Pennsylvanie (Campagne de Gettysburg), et se trouvera pris en tenaille.
Confiant dans ses forces (6 900 hommes, bien dotés d'artillerie, approvisionnés et retranchés), il décide le 13 juin de résister à l'avance sudiste, malgré l'ordre d'évacuer  Winchester émanant du général en chef des troupes fédérales, Henry W. Halleck, qu'il reçoit de Washington. Puis, voyant perdue la seconde bataille de Winchester, Milroy décide le 14 juin d'évacuer la ville pendant la nuit. Mais à l'aube du 15 juin 1863, ses troupes sont arrêtées par les confédérés sur la route du nord, la turnpike de Martinsburg. Et lorsque survient en face d'elles la fameuse brigade Stonewall, elles refusent de se battre - rare exemple de capitulation en rase campagne d'une armée en marche sur une route. Milroy et ses officiers parviennent à s'échapper, mais laissent derrière eux aux mains des confédérés 3 000 hommes valides et près de 1 000 blessés, la totalité de leur artillerie, composée de 23 canons, 300 chevaux, des quantités énormes d'équipement et de provisions, et 300 chariots de l'intendance.
Milroy est interné dès de son arrivée à Harpers Ferry, au motif de lâcheté. Il écrit à Abraham Lincoln, qui lui répond le 29 juin 1863 : « Je n'ai jamais douté de votre courage ou de votre dévotion à notre cause...mais...je n'ai pratiquement rien lu de vous qui ne contienne des calomnies contre vos supérieurs et des plaintes sur ce qu'ils vous ordonnent de faire. Vous avez toujours avancé l'idée que vous étiez persécuté parce que vous ne sortiez pas de West Point, et vous la répétez dans ces lettres. Mon cher général, voilà, je le crains, votre pierre d'achoppement... »,.
Lorsqu'il passe dix mois plus tard en cour martiale, Milroy invoque pour sa défense un télégramme qu'il aurait reçu de son supérieur, le major-général Robert C. Schenck, télégramme selon lequel il devait attendre d'autres ordres. Il revendique aussi l'honneur d'avoir, grâce à sa résistance à Winchester, donné le temps à l'armée du Potomac de remonter vers le nord, permettant ainsi la défaite sudiste à Gettysburg. Malgré l'énorme impact psychologique et matériel qu'a eu sur les soldats et civils nordistes la défaite de Winchester, Milroy est acquitté.
Milroy est ensuite muté sur le front de l'ouest. Au printemps 1864, il est à Nashville, dans le Tennessee, chargé de recruter pour l'Armée du Cumberland du major-général George Henry Thomas. Puis il dirige jusqu'à la fin de la guerre la défense de la ligne de chemin de fer Nashville & Chattanooga Railroad. Il est en principe relevé de tout commandement actif, mais en 1864, lors de la troisième bataille de Murfreesboro - pendant la campagne de Franklin-Nashville -, il ordonne à un escadron du 13e régiment de cavalerie de l'Indiana de charger une batterie confédérée, et cause de nombreux morts. Milroy quitte l'armée le 26 juillet 1865.
Fort Milroy : on appela ainsi le fort qui connut un début de construction en 1861 au sommet de la Cheat Mountain (West Virginia) . Situé à près de 1 300 m d'altitude, il était le fort le plus haut entrepris par l'Union Army, et fut abandonné avant d'être terminé.

## Après-guerre
Milroy devient administrateur de la compagnie "Wabash and Erie Canal". Il est ensuite, de 1872 à 1875, directeur du bureau des Affaires Indiennes dans le Territoire de Washington, avant d'être agent du bureau de Olympia pendant dix ans. Le "général Aigle Gris" veille pendant cette période à protéger les terres des Indiens yakamas (et leur vieux chef Kamiakin) contre les incursions des éleveurs blancs.
Robert H. Milroy meurt à Olympia le 29 mars 1890. Son tombeau se trouve au Masonic Memorial Park de Tumwater, dans l'État de Washington. Une statue de bronze lui est élevée en 1910 à Rensselaer, Indiana. Milroy est l'auteur de mémoires (Papers of General Robert Huston Milroy), publiées en 1965 et en 1966.